# Hudson Yards
Hudson Yards è un progetto di risviluppo su larga scala che è congiuntamente pianificato, finanziato e costruito dalla città di New York, lo stato di New York, e la Metropolitan Transportation Authority per incoraggiare lo sviluppo lungo il fiume Hudson a Manhattan (New York).
Il progetto include la riassegnazione di Far West Side (Hell's Kitchen), un'estensione della linea 7 della metropolitana di New York fino alla stazione di 11th Avenue e il rinnovamento del centro Jacob K. Javits Convention Center.

## Siti e strutture
La parte orientale del sito, sviluppata come Fase 1, si trova tra la Decima e l'Undicesima Avenue. Contiene tre torri di uffici sulla Tenth Avenue, due delle quali hanno un podio commerciale tra di loro. La Fase 1 comprende anche il centro per le arti dello spettacolo The Shed, una piazza pubblica, la scultura Vessel e tre grattacieli residenziali sull'Undicesima Avenue. Gli sviluppatori prevedono di costruire la Fase 2, la parte occidentale del complesso, sopra i binari tra l'Undicesima e la Dodicesima Avenue. La Fase 2 fornirà ulteriori uffici e spazi residenziali.

### 10 Hudson Yards

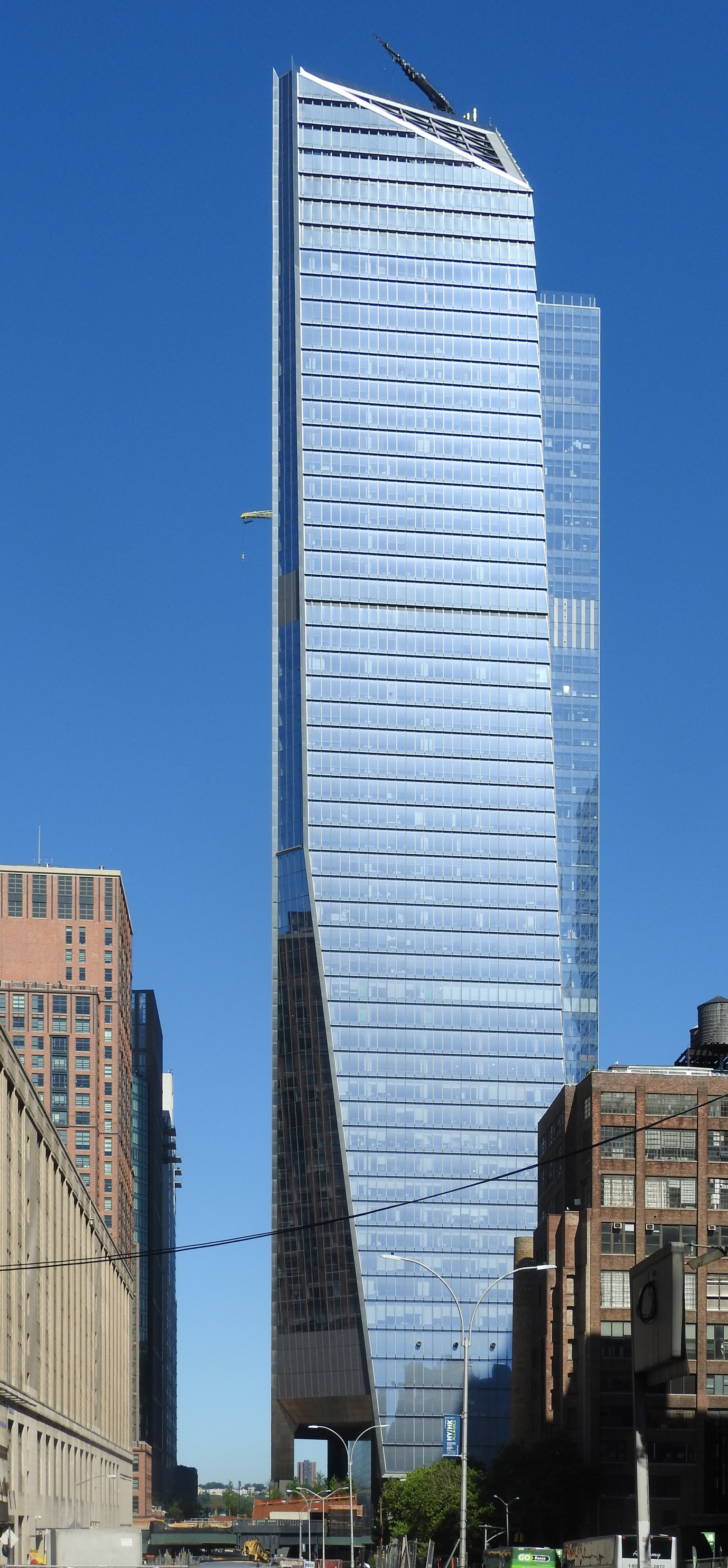
10 Hudson Yards

Il 10 Hudson Yards di 52 piani e (273 m) si trova tra la Decima Avenue e la 30ª Strada, lungo l'angolo sud-orientale della Fase 1. È stato inaugurato nel 2016. Il terreno per l'edificio è stato aperto il 4 dicembre 2012. La costruzione iniziò con 10 Hudson Yards poiché non era costruita sopra i binari della ferrovia. Tuttavia, 10 Hudson Yards si trova a cavallo dello sperone della High Line fino alla Tenth Avenue. 10 Hudson Yards è stato inaugurato il 31 maggio 2016 ed è stata la prima struttura nello sviluppo di Hudson Yards ad essere occupata da inquilini. Le aziende con uffici nell'edificio includono L'Oreal, BCG, Sidewalk Labs e l'anchor tenant Coach.

### 15 Hudson Yards
15 Hudson Yards, originariamente proposto come Torre D, si trova tra l'Undicesima Avenue e la West 30th Street, vicino all'angolo sud-occidentale della Fase 1. L'edificio si collega a una struttura semipermanente, uno spazio per spettacoli e arti noto come The Shed. La costruzione di 15 Hudson Yards è iniziata nel dicembre 2014, è stata completata nel febbraio 2018 e aperta all'inizio del 2019. Una volta completati, 15 Hudson Yards comprendevano 285 unità residenziali. Il suo design originale, con un pronunciato "corsetto" a metà altezza della torre, attirò l'attenzione.

### The Shed

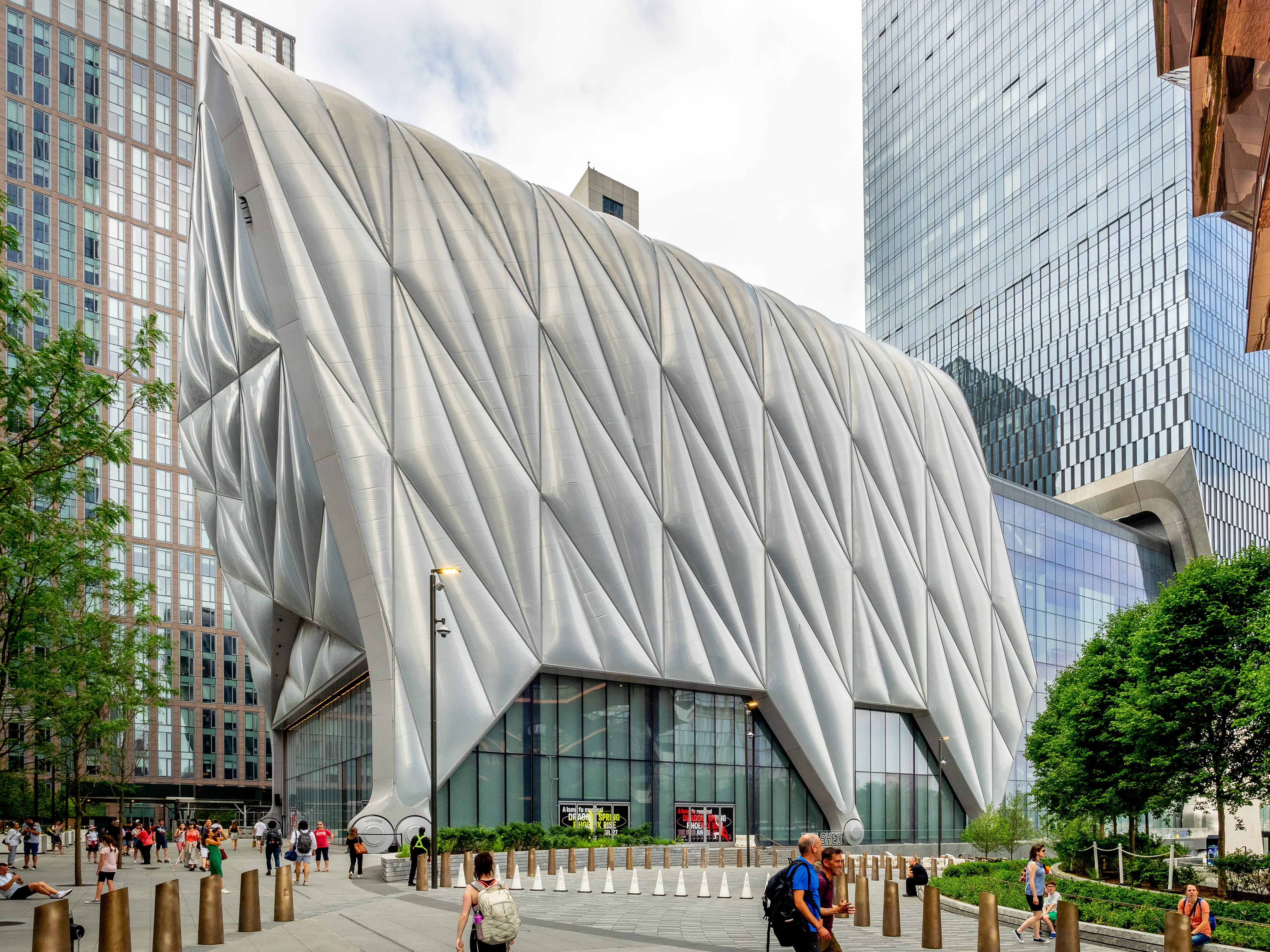
The Shed

The Shed è un centro artistico ospitato nel Bloomberg Building, una struttura a tre piani adiacente a 15 Hudson Yards. Lo spazio è focalizzato sulla fornitura di programmazione culturale ed è gestito da un'organizzazione con lo stesso nome.

### 30 Hudson Yards
Il 30 Hudson Yards di 103 piani e (387 m) si trova tra la Decima Avenue e la 33ª Strada. È il sesto edificio più alto della città.

### 35 Hudson Yards
35 Hudson Yards si trova tra l'Undicesima Avenue e la 33ª Strada. La costruzione delle fondamenta dell'edificio è iniziata nel gennaio 2015 e si è conclusa nel giugno 2018. 35 Hudson Yards è stato inaugurato il 15 marzo 2019.

### 50 Hudson Yards
I lavori sui 50 Hudson Yards, alti 299 m, situati sulla Decima Avenue tra la 33ª e la 34ª Strada, sono iniziati nel maggio 2018, con la costruzione completata nel 2022. BlackRock ha firmato come inquilino principale e occuperà  (79.000 m2) nell'edificio, ma Facebook occuperà più spazio con (110.000 m2).

### 55 Hudson Yards
I 55 Hudson Yards, alti (240 m), situati sull'Undicesima Avenue tra la 33ª e la 34ª Strada, sono stati progettati da Kohn Pedersen Fox e Roche-Dinkeloo. 55 Hudson Yards hanno iniziato la costruzione il 22 gennaio 2015 e sono stati completati nell'agosto 2017.
Mitsui Fudosan possiede una partecipazione del 92,09% nell'edificio. Come 50 Hudson Yards, 55 non si trova sopra lo scalo ferroviario e non era incluso nel piano generale originale creato da KPF. Cooley, uno studio legale, firmò un contratto di locazione per occupare (12.000 m2) su cinque piani. Un altro studio legale, Milbank, occuperà 23.000 m2. La piattaforma americana di scambio di criptovalute Coinbase ha subaffittato 2.800 m2 da Point72 Asset Management nell'edificio.

### In Piazza

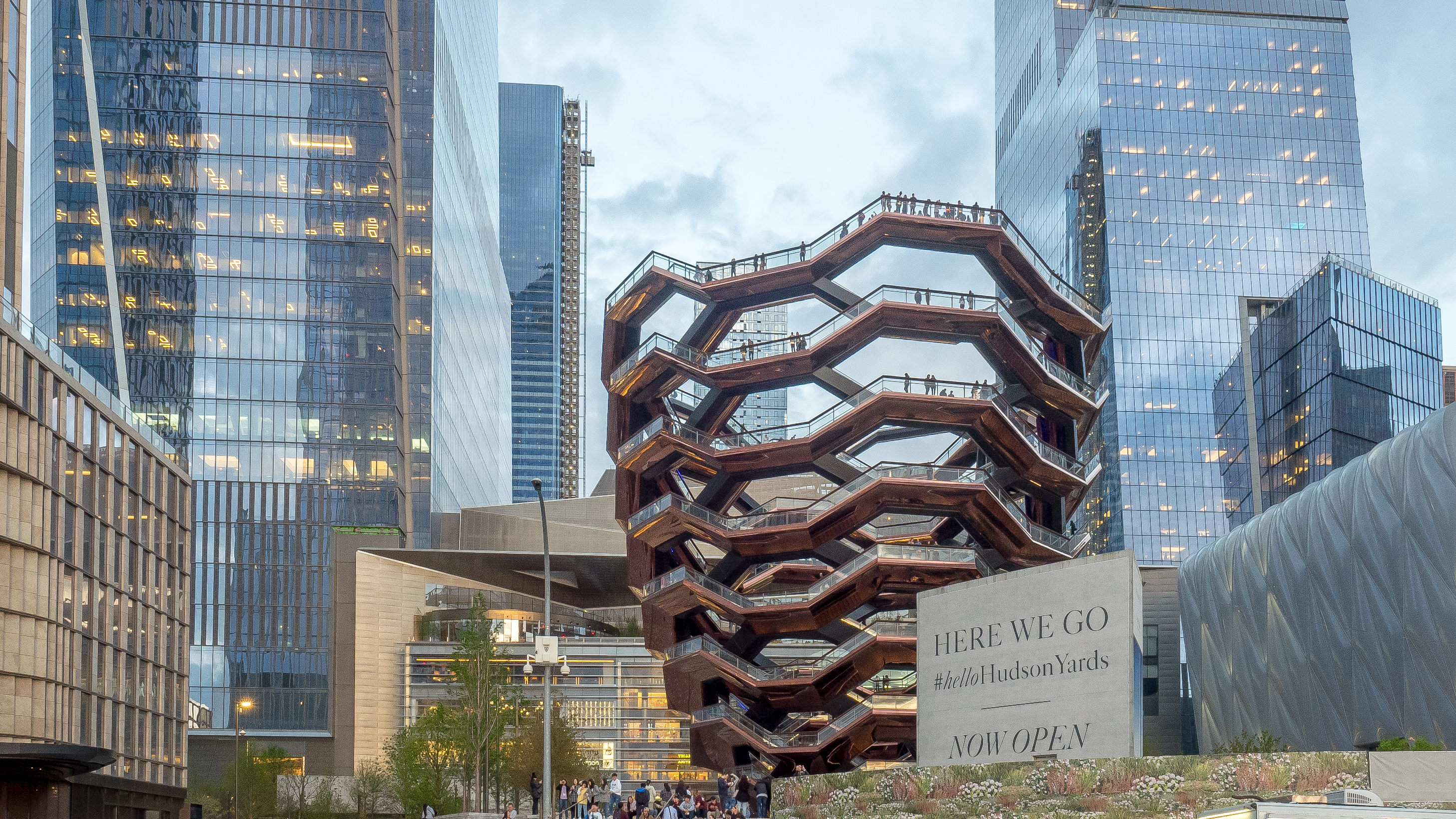
Vessel

C'è una piazza pubblica di 2 ettari, con 28.000 piante e 225 alberi, sulla piattaforma. La piazza pubblica è un'area di ventilazione per i West Side Yards, nonché un sito di deflusso delle acque piovane.
Vessel, un'installazione artistica permanente progettata da Thomas Heatherwick, si trova al centro della piazza. L'installazione, una struttura indipendente di 16 piani con scale collegate, è costata 150 milioni di dollari. Heatherwick si è ispirato nel design ai pozzi a gradini indiani.

## Fase 2

### Estensione della metropolitana
La nuova piattaforma su cui è in costruzione lo sviluppo di Hudson Yards è delimitata dalla 10ª e 12ª Avenue e dalla 30ª e 33ª Strada. Nel 2014, si prevedeva che sarebbe costato più di 20 miliardi di dollari e si prevedeva che alla fine avrebbe visto 65.000 visitatori al giorno. La costruzione della piattaforma è iniziata nel marzo 2014.
Il progetto Hudson Yards di 11 ettari si trova nella zona di Hudson Yards a Manhattan, tra i quartieri di Chelsea e Hell's Kitchen. È stato costruito sopra l'esistente West Side Yard, consentendo ai treni LIRR di continuare a essere immagazzinati durante le ore di mezzogiorno. Per ridurre al minimo l'impatto della costruzione sulla capacità della LIRR di immagazzinare i treni durante mezzogiorno e nelle ore di punta, sono stati perforati dei cassoni nella roccia in gran parte del sito, su cui doveva essere costruita la piattaforma.
Tuttavia, solo il 38% del livello del suolo del West Side Yard doveva essere riempito con colonne per sostenere lo sviluppo. Gran parte della piattaforma stessa è stata costruita da un'enorme gru Manitowoc 18000. La piattaforma orientale, che sostiene le torri, comprende 16 ponti. La piattaforma per lo scalo ferroviario orientale è stata completata nell'ottobre 2015, mentre la parte occidentale della piattaforma è stata completata l'anno successivo.

## Accoglienza e Design

### Critiche architettoniche
Kohn Pedersen Fox progettò il masterplan del sito, così come quattro edifici singoli: 10, 30 e 55 Hudson Yards e il centro commerciale. Studi e singoli architetti che lavoravano a edifici distinti non si incontrarono per creare un'estetica uniforme o per rivedere insieme i progetti dei singoli edifici. Due architetti coinvolti nel progetto, Thomas Woltz e Bill Pedersen, hanno rispettivamente paragonato la relazione tra gli edifici a "mastodonti, ananas, capannoni, bastoncini da cocktail e tappetini a bolle" e a "elefanti che danzano".
Justin Davidson, scrivendo per New York nel 2018, definì 10 Hudson Yards "più alto, più massiccio e più verde" dei grattacieli storici di New York, nonostante gli interni più sobri con le tipiche planimetrie aperte e la corrispondente facciata continua. Davidson in seguito paragonò Hudson Yards in modo sfavorevole a Manhattan West, scrivendo che lo sviluppo di Brookfield "[...] sembra un angolo di New York concepito pensando a veri esseri umani" mentre Hudson Yards "[...] è invecchiato da una nuova stazione spaziale scintillante a una sconsolata".

### Ristoranti e servizi
In una recensione dell'offerta di ristoranti di Hudson Yards, scritta in previsione dell'apertura al pubblico del complesso, Ryan Sutton ha criticato Related e Oxford per aver incluso solo due locali gestiti da donne. Inoltre, Sutton ha criticato Related e Oxford per non aver offerto opportunità ai piccoli operatori locali di aprire a Hudson Yards, affittando invece a ristoratori e organizzazioni che avevano già ottenuto "grande successo". Sutton ha anche criticato la mancanza di "vivacità" di Hudson Yards, causata dalla mancanza di ristoranti a livello stradale. Sutton ha notato la presenza di diverse catene di locali, come Sweetgreen e Think Coffee, a livello stradale all'interno e in prossimità del complesso, ma ha scritto che "Il fast casual non è noto per favorire la convivialità all'ora di cena". Nella sua recensione, Sutton ha espresso un'aspettativa positiva per Mercado Little Spain, un ristorante e area ristorazione che non aveva ancora aperto in 10 Hudson Yards al momento in cui l'articolo è stato pubblicato da Eater.

### Percezione pubblica
Il complesso residenziale di Hudson Yards ha ricevuto un'accoglienza pubblica contrastante. Il New York Times si è chiesto se New York City avesse bisogno di un'altra "gated community", che allude alla natura esclusiva del complesso, dei negozi e dell'offerta di appartamenti. Bridget Read ha scritto per Curbed nel 2022 che "l'ampio beneficio pubblico derivante dal più grande sviluppo immobiliare nella storia americana non si è ancora concretizzato".